# Peter Siemsen
Peter Eduardo Siemsen (Rio de Janeiro, 28 de janeiro de 1967) é um advogado, sócio e ex-presidente do Fluminense.

## Advogado
Advogado formado pela PUC-Rio, é sócio do escritório de advocacia Dannemann Siemsen especializado em propriedade industrial. Oriundo duma família de ascendência alemã, é casado e pai de quatro filhos. 

## Fluminense
Torcedor do Fluminense desde a infância é sócio do Fluminense desde 1997. Por curtos períodos, nos anos de 1998, 2002 e 2003, exerceu cargos na área jurídica. Oportunidade que conseguiu a incorporação jurídica do Hino do Fluminense ao patrimônio cultural do Clube; a recuperação dos nomes de domínio fluminense.com e fluminense.com.br junto à Organização Mundial da Propriedade Intelectual – OMPI; a vitória no “Caso Docas”, que concedeu ao Fluminense o direito ao uso do nome de seu patrocinador nas camisas durante as finais do Campeonato Carioca de Futebol de 2005 e que resultou mais adiante, em um acordo que reduziu a dívida do Fluminense com o patrocinador em 50% do seu valor e possibilitou a extensão do contrato com a Unimed até 2009. 

## Eleições

### 2007 - Derrota
Concorreu a presidência do clube em 2007, sendo derrotado por Roberto Horcades que tentava a reeleição.

### 2010 - Vitória
As eleições presidenciais do Fluminense ocorreram no dia 30 de novembro de 2010, tendo como candidatos Peter Siemsen pela chapa "Novo Fluminense" e o engenheiro Júlio Bueno na chapa "Transforma Flu". Com apoio de Celso Barros,ex- presidente da antiga patrocinadora do clube, a Unimed, Siemsen elegeu-se presidente com 1726 votos contra 831 dados a Bueno.

Após ser criticado por falta de contratações Peter respondeu:
| “ | Estamos sempre aptos a vender jogador. | ” |

Diferentemente de alguns mercados europeus, árabes e asiático, o futebol brasileiro ainda depende muito da venda de atletas para a manutenção de despesas e investimentos. Neste cenário, o presidente do Fluminense, Peter Siemsen, admitiu que, se houver uma boa oportunidade, que ajude o Flu a manter as contas em dia, negociará atletas.
| “ | Se o Fluminense estivesse com três meses de salários atrasados, então teria que vender jogador correndo. Isso é sobrevivência. A pergunta agora é: "Qual valor vocês consideram suficiente para querer fazer uma venda"? O Fluminense tenta avaliar a possibilidade. Se ela vier com um valor que dê condições de antecipar o fim dos problemas financeiros e que tecnicamente compense a perda, nós vamos fazer. A gente está sempre apto a vender jogador em qualquer janela - disse. | ” |

### 2013 - Vitória
As eleições ocorreram dia 23 de novembro de 2013 e Peter Siemsen foi reeleito com 1.939 votos contra 489 do ex-jogador Deley.
Peter deixou a Presidência do Fluminense em 2016, dando vaga ao seu sucessor, Pedro Abad.

## Programas

### Guerreiro Tricolor
Após o final do campeonato Brasileiro de Futebol de 2010, onde houve milhares de tricolores que esperaram nas filas para assistir ao jogo final entre Fluminense x Guarani, Peter Siemsen lançou junto com o vice-presidente de Marketing Idel Halfen o programa Guerreiro Tricolor , uma das primeiras manifestações de marketing do clube, sendo o marketing um dos assuntos mais exigidos pelos torcedores, junto à construção de um centro de treinamento ao clube e a reforma na sala de troféus do clube, em vista da decepção de muitos torcedores á feita pelo ex-presidente Roberto Horcades no fim de seu mandato. A distância do Engenhão e o preço dos ingressos do pacote foram alguns dos motivos de o projeto não prosperar, apesar de render lucro ao clube. Na partida Fluminense x Libertad pelas quartas de final da Libertadores, o programa reduziu o preço, e o público no estádio aumentou. No fim do trimestre, a renda do clube foi de um superávit de Um Milhão de reais .

### Tricolor em Toda a Terra
Diferentemente do Guerreiro Tricolor, o Tricolor em toda a terra foi um programa duradouro no clube. Ele se baseia em, durante alguma viagem para onde o Fluminense irá jogar, sempre a delegação tricolor organizar um evento reunindo os tricolores do local, e até mesmo levando os torcedores ao local do jogo, em caso de jogos no exterior. O projeto foi levado adiante e até hoje é referencia, pois vem dando certo desde que foi elaborado. Especialmente nas médias de público do clube em jogos fora de casa.

## Xerém
A diretoria do Fluminense entregou em abril de 2012 uma das principais metas da sua campanha política que era a reforma no CTVL em Xerém. Foram reformados os alojamentos do CT, e dois de treino. Com uma moderna infra-estrutura aos jovens atletas, o Centro de Treinamento da base do Fluminense é um dos mais estruturados do Brasil, em contraste com a situação precária que se encontrava o mesmo anteriormente. Nessa primeira fase das obras em Xerém, todos os 30 quartos do alojamento foram recuperados, incluindo as partes hidráulicas e elétricas. Além disso, o Fluminense reformou os dois campos principais, instalando gramados iguais aos do Engenhão e sistemas de drenagem e irrigação com padrões internacionais. Ao final da segunda etapa, na qual estão previstas a construção do vestiário para os visitantes e a reforma de mais dois campos, o investimento toral será sido de R$ 1,5 milhão.